# Kriegerdenkmal (Erlenbrunn)
Das Kriegerdenkmal im Pirmasenser Stadtteil Erlenbrunn wurde zwischen 1914 und 1918 während des Ersten Weltkrieges errichtet und gilt als Kulturdenkmal.

## Lage
Das Bauwerk befindet sich innerhalb der örtlichen Forststraße.

## Geschichte
Nach 1945 wurde das Denkmal erweitert.

## Beschreibung
Das Denkmal zeigt eine kniende junge Frau in einfachem Kleid mit straff zurück geflochtenem Haar. Leicht nach vorn gebeugt stützt sie das Kinn in die rechte Hand, in der sie ein Tuch hält. Der Unterarm – aufgestellt auf das angewinkelte Bein – verstärkt die Abwärtsrichtung ihres Blicks auf einen imaginären Punkt rechts vor ihr. Der Kranz, den sie mit der Linken gerade ablegt, scheint für sie bedeutungslos. Der Kontrast zwischen der offensichtlichen Fassungslosigkeit in tiefer Trauer und dem scheinbar nebensächlichen offiziellen Zeichen der Verbundenheit – dem Kranz – vermag den Betrachter auch heute noch zu erschüttern.